# Traton
A Traton SE, conhecida como Grupo Traton (anteriormente Volkswagen Truck & Bus AG), é uma subsidiária do Grupo Volkswagen e uma das maiores fabricantes de veículos comerciais do mundo, com suas marcas MAN, Scania, International e Volkswagen Caminhões e Ônibus. A empresa também possui serviços digitais com a marca RIO. Em 2020, o grupo vendeu cerca de 190.200 veículos.  A linha de produtos inclui caminhões leves, médios e pesados, além de vans e ônibus. Em 31 de dezembro de 2020, a Traton empregava cerca de 82.600 pessoas em suas marcas de veículos comerciais.

## História
Em 1979, a Volkswagen AG detinha 67% de participação na Chrysler Motors do Brasil Ltda., uma fabricante brasileira de veículos comerciais subsidiária da então firma estadunidense Chrysler Corporation. Em 1980, a Volkswagen adquiriu as ações remanescentes da Chrysler, renomeou a empresa Volkswagen Caminhões e Ônibus Ltda, e a transferiu à divisão Volkswagen Veículos Comerciais.
No início dos anos 2000, a Volkswagen investiu 3 bilhões de marcos alemães na Scania AB chegando a controlar 34% dos direitos de voto e 18,7% do capital social. Em 2006, a MAN SE apresentou à Volkswagen e demais acionistas da Scania uma oferta de aquisição do controle da empresa no valor de 9,6 bilhões de euros. Alguns dias depois, a Volkswagen rejeitou a oferta e aventou o assunto de uma potencial aliança entre as empresas pela primeira vez.
Em outubro de 2006, a Volkswagen AG adquiriu 15% da MAN SE, mas não pretendia assumir seu controle acionário. Em 12 de outubro de 2006, a MAN SE aumentou sua oferta de aquisição da Scania em 400 milhões de euros, a elevando para um total de 10 bilhões de euros. Ao mesmo tempo, comprou ações adicionais, passando a controlar cerca de 14% da Scania AB. Depois que os acionistas também rejeitaram a oferta revisada, a MAN retirou a oferta em janeiro de 2007 e começou a conversar sobre uma possível aliança entre as três companhias. Para consolidar tal associação, a Volkswagen comprou mais 14,9% da MAN. Pouco tempo depois, a VW anunciou que agora detinha 35,3% dos direitos de voto da Scania, adquirindo, logo depois, mais 30,6% dos direitos de voto do fundo de investimentos sueco Investor AB e das fundações Wallenberg já em março de 2008. A Volkswagen já controlava essas ações através de um acordo com os acionistas existentes.
Em dezembro de 2008, a Volkswagen AG vendeu sua subsidiária brasileira Volkswagen Caminhões e Ônibus à MAN por 1,2 bilhão de euros. A empresa foi incorporada à MAN Latin America sob um novo nome, embora vendendo a maioria de seus produtos sob a marca Volkswagen, juntamente com os produtos MAN. A Volkswagen adquiriu mais ações da MAN no início de maio de 2011 e foi obrigada a apresentar uma oferta pública de aquisição, o que foi feito no final do mesmo mês. A Volkswagen detinha a maioria dos votos, com 55,9% do controle  no final do período de aceitação. Como parte de novas compras de ações, a Volkswagen anunciou direitos de voto de 75,03% em 6 de junho de 2012. Devido ao resultante bloqueio da minoria de 25% dos acionistas, a Volkswagen recebeu o controle exclusivo da MAN SE. Em 16 de abril de 2013, a Volkswagen AG solicitou a inscrição da “Truck & Bus GmbH” no registro comercial da cidade de Wolfsburg. Ao formar esta nova subsidiária, a Volkswagen transferiu as ações que detinha na MAN SE, com a qual a Truck & Bus GmbH assinou um acordo de controle e transferência de lucros em 6 de junho de 2013. A Volkswagen AG detinha mais de 89% dos direitos de voto da Scania AB como resultado posse das das ações da Scania detidas por sua subsidiária MAN.
Em fevereiro de 2014, a Volkswagen emitiu uma oferta pública de aquisição voluntária para os demais acionistas da Scania. No final do período de aceitação desta oferta de compra, em junho de 2014, a Volkswagen detinha 99,57% dos direitos de voto. Após o squeeze-out, isto é, a compra obrigatória das participação minoritária sob a lei sueca, a Volkswagen AG passou a deter 82,63% dos direitos de voto diretamente e outros 17,37% via MAN, ou seja, a 100% do capital com direito a voto.
No início de julho de 2015, a assembleia geral da Truck & Bus GmbH decidiu renomeá-la como Volkswagen Truck & Bus GmbH, uma empresa com sede em Braunschweig. Andreas Renschler, então responsável pelos veículos comerciais no conselho de administração da Volkswagen AG, tornou-se CEO. Martin Winterkorn foi nomeado presidente do conselho de supervisão. As ações que a Volkswagen detinha na Scania foram transferidas para a holding renomeada. A Volkswagen Veículos Comerciais permaneceu parte da Volkswagen AG.
Em 2016, a Volkswagen Truck & Bus adquiriu 16,6% do capital da fabricante de veículos comerciais estadunidense Navistar International Corporation . Ambas as empresas firmaram uma associação estratégica de cooperação em tecnologia e fornecimento e estabeleceram uma joint venture de compra.
Em 26 de junho de 2018, a Volkswagen Truck & Bus GmbH foi transformada em uma sociedade anônima alemã (Aktiengesellschaft), tornando-se a Volkswagen Truck & Bus AG.
Em agosto de 2018, a Volkswagen Truck & Bus foi renomeada para Traton AG, usando seu novo nome já na conferência de imprensa da IAA 2018 com o slogan "Transforming Transportation". A seguir foi transformada em uma empresa europeia (Societas Europaea ou SE) em dezembro de 2018, a empresa foi renomeada para Traton SE, deixando de ser uma sociedade anônima alemã (AG, Aktiengesellschaft). O nome significa TRAnsformation, TRAnsportation, TRAdition, TONnage e sempre “ON”.
Em 28 de junho de 2019, a Traton foi listada na bolsa de valores de Frankfurt e Estocolmo. O preço de inicial da cotação dupla foi fixado em 27,00 euros por ação. Cerca de 57,5 milhões de ações ordinárias ao portador da Volkswagen AG foram vendidas a investidores, 11,5% do capital social da Traton. A Volkswagen captou 1,55 bilhão de euros.
Em 2018, a Volkswagen Truck & Bus e a Hino Motors anunciaram uma ampla parceria estratégica para atividades como compras, tecnologias e logística. Em novembro de 2019, eles estabeleceram uma joint venture de compras chamada Hino and Traton Global Procurement, com 51% de propriedade da Traton e 49% da Hino.
Em 30 de janeiro de 2020, a Traton anunciou uma proposta para comprar todas as ações remanescentes da Navistar.
Em fevereiro de 2020, a Traton anunciou que pretendia se fundir com a MAN para simplificar a estrutura geral da Traton. Como resultado da fusão, a MAN Truck & Bus SE, a Scania AB e a Volkswagen Caminhões e Ônibus se tornariam subsidiárias integrais da Traton.
Em setembro de 2020, a Traton formou uma parceria com a TuSimple, uma empresa de tecnologia de caminhões autônomos, para desenvolver conjuntamente caminhões autônomos de nível 4, equipando os caminhões Scania com tecnologia de veículos automatizados. Como parte dessa nova parceria, a Traton investiu na TuSimple.
Em 1º de julho de 2021, a Traton concluiu com sucesso a aquisição da Navistar.

## Estratégia corporativa

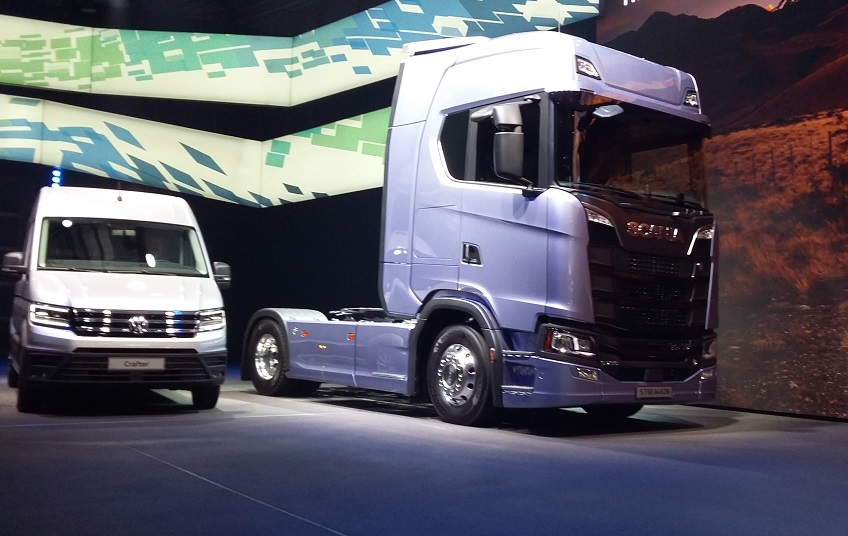
Apresentação da van Volkswagen Crafter e do caminhão Scania S-series

De acordo com a empresa, equipes de engenheiros da MAN e da Scania desenvolverão em conjunto os principais componentes do trem de força. A gestão dos grupos de projetos entre das duas marcas será assumida por uma das duas empresas. A Scania é responsável por motores grandes com capacidade 13 litros, enquanto a MAN é responsável por unidades menores com motores de 5 a 9 litros. A repartição para sistemas de escape e caixas de velocidades é semelhante.

## Estrutura corporativa

### Integração no Grupo Volkswagen
A Traton forma a Área de Negócios de Veículos Comerciais do Grupo Volkswagen, que detém uma participação majoritária de 89,7%. A Área de Negócios de Veículos Comerciais anteriormente incluía a marca de Veículos Comerciais Volkswagen, mas após mudanças na estrutura de gestão do Grupo Volkswagen, tal marca foi realocada para a Área de Negócios de Veículos de Passageiros a partir de 1 de janeiro de 2019.
Scania AB, MAN Truck & Bus SE, Volkswagen Caminhões e Ônibus e Navistar International Corporation são subsidiárias integrais da Traton, que também detém 25% + 1 ação na companhia chinesa Sinotruk.

## Marcas

### MAN Truck & Bus
A MAN Truck & Bus dispõe de caminhões médios e pesados para transporte de longo curso e distribuição, bem como para a construção civil e aplicações especiais. Além dos ônibus urbanos, intermunicipais e de turismo das marcas MAN e Neoplan, o veículo comercial leve TGE completa a gama de modelos oferecidos. Em 2020, a MAN vendeu 81.673 veículos, incluindo 76.333 caminhões e 5.340 ônibus. Em 2020, a receita de vendas da unidade operacional MAN Truck & Bus foi de 9,659 bilhões de euros.

### Scania
A Scania fabrica caminhões para tráfego de longa distância e distribuição, construção civil e aplicações especiais incluindo caminhões autônomos para áreas fechadas, além de motores geradores, náuticos e industriais. Ônibus urbanos e intermunicipais e ônibus completam o portfólio de produtos. Em 2020, a marca vendeu 72.085 veículos – 66.899 caminhões e 5.186 ônibus, em plantas industriais na Europa, América Latina e Ásia.

### Volkswagen Caminhões e Ônibus
A Volkswagen Caminhões e Ônibus é especializada em mercados em desenvolvimento. Possui caminhões leves, médios e pesados para transporte de longa distância e distribuição, construção civil e aplicações especiais. Ônibus urbanos, intermunicipais e de turismo também estão disponíveis. Em 2024, vendeu um total de 45.846 veículos.

### International Motors
A International Motors produz caminhões pesados com a marca International e ônibus com a marca IC Bus para o mercado norte-americano (Canadá, Estados Unidos e México). Em 1º de julho de 2021, a International (conhecida na época como Navistar) tornou-se uma subsidiária integral da Traton SE e, portanto, parte do Grupo Traton.

### RIO
RIO é a marca de serviços digitais da Traton.